# Almunge kyrkby
Almunge kyrkby is een plaats in de gemeente Uppsala in het landschap Uppland en de provincie Uppsala län in Zweden. De plaats heeft 73 inwoners (2005) en een oppervlakte van 30 hectare.